# 親日派708人名簿
親日派708人名簿（しんにちは708にんめいぼ、朝鮮語: 친일파 708인 명단）は、2002年2月28日に韓国国会の民族正気を立てる国会議員の会によって発表された名簿である。ここには韓国併合などに関わった主な親日派708人の名前が記載されている。記載されている内容は、1948年に大韓民国制憲議会によって制定された反民族行為処罰法に基づく。

## 記載されている親日派
- 乙巳五賊：5人
- 丁未七賊：7人
- 一進会：9人
- 庚戌国賊：8人
- 朝鮮貴族：115人
- 帝国議会議員：9人
- 朝鮮総督府中枢院：561人
- 道知事：43人
- 道参与官：103人
- 朝鮮総督府局長：6人
- 朝鮮総督府事務官：85人
- 朝鮮総督府判検事：4人
- 朝鮮総督府判事：16人
- 朝鮮総督府軍人：7人
- 独立運動家等愛国者弾圧：22人
- スパイ：16人
- 警視：103人
- 特別高等警察刑事：10人
- 軍需産業関係者：12人
- 親日団体：21人
- その他：74人
- 文化・芸術界等：16人